# ヤン・パトチカ
ヤン・パトチカ（チェコ語: Jan Patočka, 1907年6月1日 - 1977年3月13日）は、チェコの哲学者。

## 経歴
1907年、東ボヘミアのトゥルノフ(Turnov)に生まれる。1928年、パリのソルボンヌ大学に留学。1932年、カレル大学を卒業。ベルリンとフライブルクに留学し、フッサールやハイデッガーに学ぶ。1936年、カレル大学に提出した教授資格請求論文『哲学的問題としての自然的世界』を出版。1939年、ナチスのチェコスロバキア侵攻によって大学が閉鎖され、解職される。
戦後の1945年、大学に復帰するが、1948年のチェコスロバキア共産党のクーデターによって再び解職。1950年からプラハのマサリク研究所司書。1968年の「プラハの春」によって大学に再復帰するが、ソ連の軍事介入によって再び解職。
1977年、ヴァーツラフ・ハヴェルらとともに、グスタフ・フサーク政権の人権侵害に抗議する反体制運動「憲章77」の発起人となる。そのため逮捕され、当局の取調べ中に心臓発作で死去。
弟子にナショナリズム研究で高名なアーネスト・ゲルナーがいる。

## 研究内容・業績
- 主著は『歴史哲学についての異端的論考』で、フッサールの『ヨーロッパ諸学の危機と超越論的現象学』を継承し、前歴史的な生命の世界としての自然的世界から、技術と戦争の時代としての20世紀およびヨーロッパの運命についての思索を展開する。エルンスト・ユンガーやティヤール・ド・シャルダンを引きながら、ニヒリズムの超克を主張。モデルをプラトンの「魂への気遣い」にとった。
- フランスでは翻訳が多数出版されており、『歴史哲学についての異端的論考』にはポール・リクールの序文とロマン・ヤコブソンの解説が付けられている。

## 著作
- 『歴史哲学についての異端的論考』（石川達夫訳、みすず書房, 2007年）